# Liesbet De Vocht
Liesbet De Vocht (Turnhout, 5 de gener de 1979) és una ciclista belga que fou professional del 2006 al 2014. S'ha proclamat quatre cops campiona nacional en contrarellotge i dos més en ruta.
El seu germà Wim també s'ha dedicat professionalment al ciclisme.

## Palmarès
- 2008
  - 1a a l'Omloop van het Hageland
- 2009
  -  Campiona de Bèlgica en contrarellotge
  - 1a a la Dwars door de Westhoek
  - 1a al Tour de Bretanya i vencedora d'una etapa
- 2010
  -  Campiona de Bèlgica en ruta
  - 1a a la Dwars door de Westhoek
- 2011
  -  Campiona de Bèlgica en contrarellotge
- 2012
  -  Campiona de Bèlgica en contrarellotge
  - 1a a la Knokke-Heist-Bredene
  - 1a a la Gooik-Geraardsbergen-Gooik
- 2013
  -  Campiona de Bèlgica en ruta
  -  Campiona de Bèlgica en contrarellotge